# Хоста (крепость)
Хо́стинская кре́пость (также встречается название Генуэзская крепость) — остатки древнего сооружения, предположительно оборонительной крепости, в северо-восточной части заповедника «Тисо-самшитовая роща», над рекой Хоста (правый берег), в 6 км выше её устья на Чёрном море. Правый берег Хосты здесь 100-метровым каскадом обрывов уходит вниз. Вершина обрыва над берегом Хосты является также началом довольно значительного уклона вниз в другую сторону. При движении вдоль реки от границы сооружения вверх и вниз по течению нет крутых обрывов, но упомянутое понижение рельефа при отдалении от берега реки усложняет подступы к сооружению.

К 2010 году сохранились остатки 4 башен и несколько фрагментов стены, сложенные из известняка на известковом растворе. Прямо на фрагментах стен, высоко над землёй растут старые самшиты и грабы. 

Находится в труднодоступной части парка из-за обрывов и обвалов камней и осколков скал. По дороге к остаткам сооружения администрацией парка вывешены таблички  с запрещением прохода и требованием вернуться в безопасную часть. Не рекомендуется посещение объекта в одиночку — дорога к нему опасна.

## Версии происхождения сооружения
Современная библиография по Сочи из книг, изданных большими тиражами, либо вообще не упоминает эту достопримечательность, либо даёт сомнительные сведения, без ссылок на оригинальные публикации или исследования авторитетных учёных. 
Под влиянием одной из наиболее распространённых версий, которая связывает данное сооружение с генуэзской торговой факторией, находившейся, согласно итальянским картам XIII-XV вв., где-то в этих местах и называвшейся Коста, получило название Генуэзской крепости. К недостаткам этой версии относится то, что крепость находится далеко от моря, в труднодоступном месте, добраться до которого по реке Хоста тяжело и опасно. Хоста неширокая, мелкая речка, протекающая между скал, легко перекрываемая заторами из стволов деревьев и камней, и почти на всём её протяжении человек может докинуть камень до противоположного берега. По берегам она окружена густыми зарослями, в которых легко сделать засаду. После дождей, из-за обилия порогов, речка Хоста ещё менее удобна для движения на лодках.
По другой версии, крепость была сооружена по приказу византийского императора Ираклия I в 624 году во время византийско-персидской войны, чтобы отсечь от моря одно из союзных Персии горных племён, жившее выше по течению реки, которое перехватывало военные и грабило торговые византийские суда, причаливавшие в устье Хосты для набора пресной воды.
Нижеследующие соображения в полной мере показывают спорность портового назначения крепости.
В древние времена в долинах рек и в прибрежной полосе Чёрного моря поселений не было по двум причинам. В заболоченных  дельтах рек, впадающих в море, хорошо размножались москиты и люди страдали лихорадкой. Кроме того, как генуэзские купцы, так и любые другие мореплаватели могли приходить не только с мирными торговыми намерениями. Поэтому местные жители селились в прибрежных горах. Там было безопаснее и пастбища лучше. Естественной дорогой с побережья к ним были русла рек. Большую часть года эти горные речушки можно перейти вброд в любом месте. Крепость построена на выходе из глубокого речного каньона на высоте, от русла реки 80-90 метров. С трёх сторон крепость неприступна из-за обрывов и отвесных скал. Из бойниц крепости хорошо просматривались все подступы к крепости и всё русло реки - единственный путь, по которому могли прийти незваные гости. Таким образом, крепость по своему месторасположению безупречна именно как сторожевое и оборонительное сооружение от нападения с моря.

## Археология
Все стены Хостинской крепости возведены из грубо обработанных блоков известняка, скреплённых известковым раствором, содержащим примесь морского песка и мелкой речной гальки. Подъёмный материал с территории крепости включает обломки лепной керамической посуды с пористыми стенками, в частности — горшковидные плоскодонные сосуды.

## Современное состояние сооружения
Фрагменты стены и остатки башен, скреплённые известковым раствором, под открытым небом простоявшие не один век, ещё крепки. Но несколько подкопов, сделанных под башни уже видимо в последнее десятилетие, привело к появлению значительной трещины-щели.

### Башня на юго-восточном углу
Юго-восточный угол крепости защищён башней, сохранившейся на высоту до 4,5 м. На запад из башни смотрит окно-бойница размером 40×50 см. У юго-восточного угла снарвные[неизвестный термин] ворота.

### Вторая башня
Вторая башня, отстоящая от первой на 45 м, имеет неправильный прямоугольный план. В западной и восточной её стенах заметны два яруса пазов от балок межэтажных перекрытий. Высота каждого этажа 1,7— 1,8 м. Башня была, по-видимому, трёхэтажной.

### Третья башня
Лишь 11 м стены разделяют вторую и третью воротные башни. Она сохранилась плохо. Её массив, занимающий площадь 14 на 8 метров, острым углом выклинивается на юго-запад, образуя заслон крепостных ворот. Порог этих ворот виден в средней части коридора, образованного северной стеной третьей башни, и идущей параллельно ей массивной стеной, которая тянется затем к западу. Над порогом на высоте более 1 м виден паз для закрепления засовного бруса.

### Четвёртая внутренняя башня
Западнее ворот из стены выступает башнеобразный контрфорс, защищавший ворота. В 10 м от него находится последняя башня, которая в отличие от остальных вдаётся внутрь крепости. В то же время её помещение углублено в толщу стены более чем на 1 м. В верхний ярус башни ведёт дверной проём. Судя по выступающему здесь из стены камню, на котором держалось потолочное перекрытие, высота этого помещения достигала 1,9 м. С учётом сохранившихся фрагментов следует думать, что первоначально высота башни составляла не менее 11 м. Из нижнего её этажа на юг смотрит широкая бойница.